# Chillicothe
Chillicothe /od Chalahgawtha, = "principal town",/ jedno od pet glavnih skupina Shawnee Indijanaca čiji je dom bio duž rijeke Scioto u Ohiju. Njihova sela u iz 18. stolejća poznata su pod imennom Chillicothe. Jedno od njih (Lower Shawnee Town ili Lowertown) nalazilo se na ušću Sciota, i vjerojatno se zvalo Chillicothe. Drugo je bilo na Paint Creeku (okrug Ross) a naselili su ga Shawnee nakon što su napustili Loweertown. Uništili su ga Kentakijci (Kentuckians) 1787. Treće je bilo na Little Miamiju u okrugu Greene, često je nazivano imenom Old Chillicothe. U njemu je 1778. bio zatočen Simon Kenton, poznatiji kao Boone. Posljednje (?) se nalazilo mjestu sadašnjeg grada Piqua (okrug Miami) uništio je Clark 1782.

## Vanjske poveznice
- Shawnee Indian Tribe